# Lehtivaara naturreservat
Lehtivaara naturreservat är ett naturreservat i Kiruna kommun i Norrbottens län.
Området är naturskyddat sedan 2023 och är 70 hektar stort. Reservatet ligger sydost om Vittangi och omfattar södra sidan av berget Lehtivaara och består av gammal gles och lågvuxen granskog. 